# Павловка (городской округ Славгород)
Павловка — село в Алтайском крае России. Входит в городской округ город Славгород.

## История
Основано в 1908 году. В 1928 году посёлок Павловка состоял из 115 хозяйств в составе Покровского сельсовета Славгородского района Славгородского округа Сибирского края.

## Население
В 1928 году в посёлке проживало 667 человек (335 мужчин и 332 женщины), основное население — украинцы.
| 1997 | 1998 | 1999 | 2000 | 2001 | 2002 | 2003 |
| ---- | ---- | ---- | ---- | ---- | ---- | ---- |
| 230  | ↗235 | ↗249 | ↘207 | ↘205 | ↘199 | ↗204 |
| 2004 | 2005 | 2006 | 2007 | 2008 | 2009 | 2010 |
| ↗205 | ↘169 | ↘167 | ↘157 | ↗160 | ↘157 | ↘150 |
| 2011 | 2012 | 2013 |      |      |      |      |
| ↘149 | ↘144 | ↘135 |      |      |      |      |